# MAPATS
Il MAPATS ("Man Portable Anti-Tank System", in ebraico: חוטרא, che sta per  esplosione, in aramaico sta per "bastone") talvolta soprannominato Hutra è un missile anticarro a guida laser sviluppato da IMI Systems come possibile successore del missile filoguidato statunitense BGM-71 TOW.
MAPATS è in grado di operare giorno e notte, mentre l'artigliere deve dirigere il suo designatore laser sul bersaglio fino all'impatto del missile. Rivelato per la prima volta nel 1984, non ha filo di trascinamento; quindi può essere sparato sull'acqua contro bersagli navali o da mare a terra, a differenza degli ATGM filoguidati. Il lanciatore ha una capacità di elevazione fino a +30°. Esternamente, MAPATS è molto simile nell'aspetto al TOW 2.

## Varianti
La versione più recente di MAPATS, sviluppata all'inizio degli anni '90, ha un nuovo motore e una migliore guida laser. Alcune nuove testate sono state sviluppate da Rafael Advanced Defense Systems, inclusa la testata tandem HEAT e la testata bunker buster HE.

## Utilizzatori

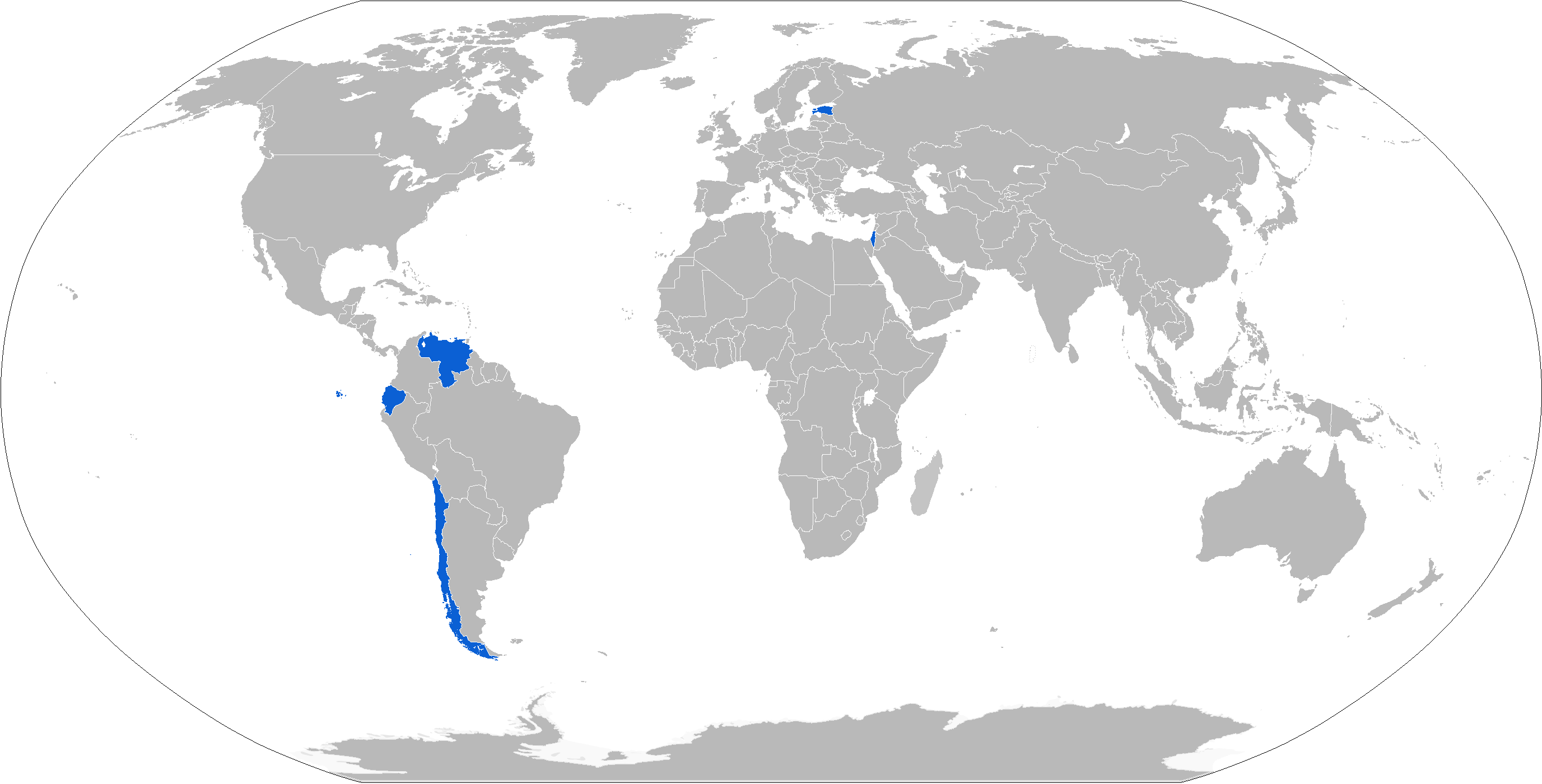
operatori MAPATS in blue

Cile
 Ecuador
 Estonia
Non più in servizio.
 Israele
Non più in servizio.
 Venezuela